# Asperula nitida
Asperula nitida là một loài thực vật có hoa trong họ Thiến thảo. Loài này được Sm. mô tả khoa học đầu tiên năm 1806.

## Hình ảnh

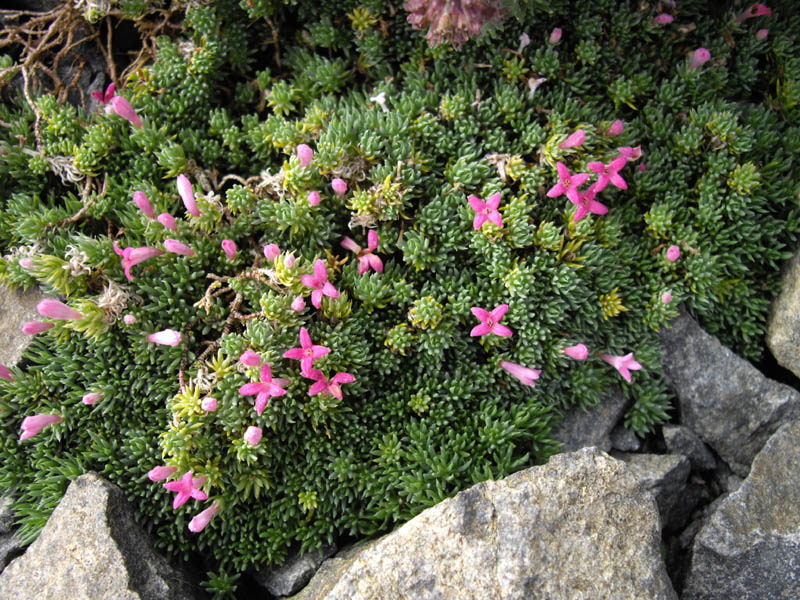